# Cerkev sv. Valentina, Limbarska gora
Romarska cerkev sv. Valentina stoji na Limbarski gori in sodi pod župnijo Moravče. Leta 1999 je bila razglašena za spomenik državnega pomena.

## Zgodovina
Valvasor v Slavi vojvodine Kranjske piše, da je bila cerkev zgrajena pred približno 22 leti, torej okrog leta 1667. Veljalo je prepričanje, da je bila ta cerkev prvotno manjša in so novejšo zgradili na istem mestu okrog leta 1735 – ta datacija se opira na letnico 1736 na predeli enega od stranskih oltarjev. Vendar je mogoče, da gre za isto cerkev, ki ima še prvotno zasnovo. Prvotno je bila cerkev pripisana Gregorju Mačku (mlajšemu), a po novejših raziskavah najverjetneje ne gre za njegovo delo.

## Zgradba
Baročna cerkev je pravilno orientirana z oltarnim prostorom na vzhodu ter s fasado obrnjeno proti Moravški dolini. Tloris ladje je kombinacija pravokotnika z vrisanim potegnjenim osemkotnikom. Velik prezbiterij ima obliko kvadrata s porezanimi vogali. Prednji stranski kapeli sta pravokotni in postavljeni ob prezbiterij poševno na os cerkve. Zadnji kapeli sta polkrožni. Vse kapele zunaj izstopajo iz stavbne mase. Zunanjost  je slabo členjena, z naslikanim šivanim robom. Pred vhodom je pokrita lopa na štirih kamnitih stebrih s prstani, do nje vodijo stopnice, obdana je z zidano ograjo. Streha nad ladjo je enotna. Zunanjščina je bila obnovljena v letih 1967–1968. Znotraj potekata pod stropom okrog celotne ladje dva venčna zidca, ki ju nosijo dorski pilastri. Prezbiterij je od ladje ločen s slavolokom, loki ločujejo od ladje tudi vse kapele. Na zahodu so pevske empore v dveh nadstropjih, z dvema slopoma razdeljene na tri dele. Cerkev ima samostojen zvonik.

## Oltarji
Cerkev ima veliki oltar, štiri stranske oltarje v kapelah in en oltar zunaj, na desni strani portala. Leseni veliki oltar je bil izdelan okrog leta 1800 v klasicističnem slogu, predelal ga je Andrej Rovšek v drugi polovici 19. stoletja. Vsi stranski oltarji so narejeni po vzoru Cussovih oltarjev, iz moravškega peščenjaka, prekritega z marmorjem. Postavljeni so poševno na os ladje.
Oltar svetega Egidija ima na predeli vklesano letnico 1743. Na sredini je slika svetega Egidija, delo Valentina Metzingerja v tehniki olje na bakru, v velikosti 203 x 106 cm. Slika je zgoraj zvonasto zaokrožena. Spodaj je podpisana in datirana »Valentin Metzinger pinxit 1743«. Restavrirana je bila v letih 1999–2000 za razstavo Valentina Metzingerja. Ob sliki sta kipa sv. Petra in sv. Pavla, visoka 110 cm. V atiki sta kipa dveh angelov.
Oltar Marijinega kronanja ima letnico 1743. Na sredini je Metzingerjeva slika Marijinega kronanja, prav tako olje na bakru iz leta 1743, 203 × 106 cm, zgoraj zvonasto zaokrožena. Leta 2008 so bili na njej izvedeni konservatorsko restavratorski posegi. Ob straneh sta kipa sv. Jakoba in sv. Urha, visoka 115 cm. Angela na vrhu oltarja sta visoka 90 cm.
Oltar angela varuha ima nad menzo letnico 1736. Na sredini je slika angela z otrokom s polkrožnim zaključkom.Oltar sv. Valentina škofa z letnico 1737 ima sliko svetega Valentina škofa, ki je bila kasneje preslikana. Nekateri jo pripisujejo Janezu Potočniku. Slika ima polkrožen zaključek.
V lopi pred vhodom stoji oltar sv. Valentina z replikami kipov sv. Valentina, sv. Janeza Nepomuka in sv. Jožefa. Zelo poškodovani originali iz moravškega peščenjaka, pripisani ljubljanskemu kiparju okrog leta 1681, so zdaj shranjeni pod emporami v cerkvi.

## Freske
Iluzionistične freske v zadnjih stranskih kapelah so pripisane Francu Jelovšku in so najverjetneje nastale okrog leta 1743.
Freske v sprednjih dveh kapelah je naslikal Matija Koželj leta 1867 (v kapeli sv. Egidija je podpis »M. Koželj pinxit 1867«), prav tako je v drugi polovici 19. stoletja naslikal pet fresk nad kapelami in na slavoločni steni s prizori iz življenja sv. Valentina. Restavrirane so bile leta 1968.

## Druga oprema
Prižnica je iz 18. stoletja, na balustradi ima tri oljne slike štirih evangelistov z letnico 1837, ki so delo Egartnerjeve delavnice. Obnovljena je bila leta 2020. Križev pot je naslikal neznan, preprost slikar in je bil v celoti restavriran leta 2013.